# Rafael Sánchez Navarro
Rafael Sánchez-Navarro Salinas (ur. 11 czerwca 1958) – meksykański aktor filmowy i telewizyjny.

## Wybrana filmografia
- 2011: Emperatriz jako Manuel León
- 2014: Twoja na zawsze jako Armando Balmaceda Domínguez

## Nagrody i nominacje
| Rok  | Nagroda            | Kategoria                                               | Telenowela          | Wynik     |
| ---- | ------------------ | ------------------------------------------------------- | ------------------- | --------- |
| 2017 | Premios TVyNovelas | Najlepszy aktor współpracujący (Mejor actor co-estelar) | La candidata        | Nominacja |
| 1995 | Premios TVyNovelas | Najlepszy antagonista                                   | Volver a empezar    | Nominacja |
| 1983 | Premios TVyNovelas | Najlepsze objawienie                                    | Mañana es primavera | Wygrana   |